# 石门镇 (重庆市)
石门镇，是中华人民共和国重庆市江津区下辖的一个乡镇级行政单位。

## 行政区划
石门镇下辖以下地区：
平等社区、白坪村、李家村、永安村和金龙村。